# Une église motivée par l'essentiel
L'Église, une passion, une vision ou Une église motivée par l'essentiel  (anglais : The Purpose Driven Church) est un livre d’étude biblique écrit par le pasteur baptiste Rick Warren, publié en 1995, qui explique les objectifs bibliques d'une église pour Dieu.

## Résumé
Le livre présente les cinq buts de Dieu pour une église en bonne santé. Les 5 principales sections du livre sont l'adoration, la communion fraternelle, la formation de disciples, le  ministère et la  mission .

## Réception
Le livre a été un best-seller quelques semaines après sa publication .  Dans un sondage réalisé en mai 2005 auprès de pasteurs et de ministres américains, il a été élu deuxième livre le plus influent sur leur vie et leur ministère. 

## Influence
Le livre a été à l’origine de l’établissement des conférences annuelles nommées Purpose Driven Conference.